# مهندسی نگهداری
مهندسی نگهداری (انگلیسی: Maintenance engineering) یا مهندسی تعمیر و نگهداری، از رشته‌های مهندسی است، که از زیرشاخه‌های مهندسی مکانیک و مهندسی صنایع بشمار می‌آید. مهندسی نگهداری از مفاهیم مهندسی برای بهینه‌سازی تجهیزات، فرایندها و بودجه، برای دستیابی به قابلیت نگهداری، اطمینان و در دسترس بودن تجهیزات استفاده می‌کند.